# Boa Vista do Buricá
Pour les articles homonymes, voir Boa Vista (homonymie).
Boa Vista do Buricá est une municipalité brésilienne située dans l'État du Rio Grande do Sul.